# Вороний Микола Кіндратович
Мико́ла Кіндра́тович Ворони́й (24 листопада (6 грудня) 1871, Катеринославщина — 7 червня 1938, Одеса, Українська РСР) — український письменник, перекладач, театральний режисер, актор, громадсько-політичний діяч, театрознавець. Псевдоніми й криптоніми: Арлекін, Віщий Олег, Homo, Кіндратович, Микольчик, М. В., К-ич М, М-У-ко та інші.
Один із засновників Української Центральної Ради. Один із засновників і режисерів Національного театру.
Був одружений з донькою Миколи Вербицького Вірою. Батько поета Марка Вороного.

## Життєпис

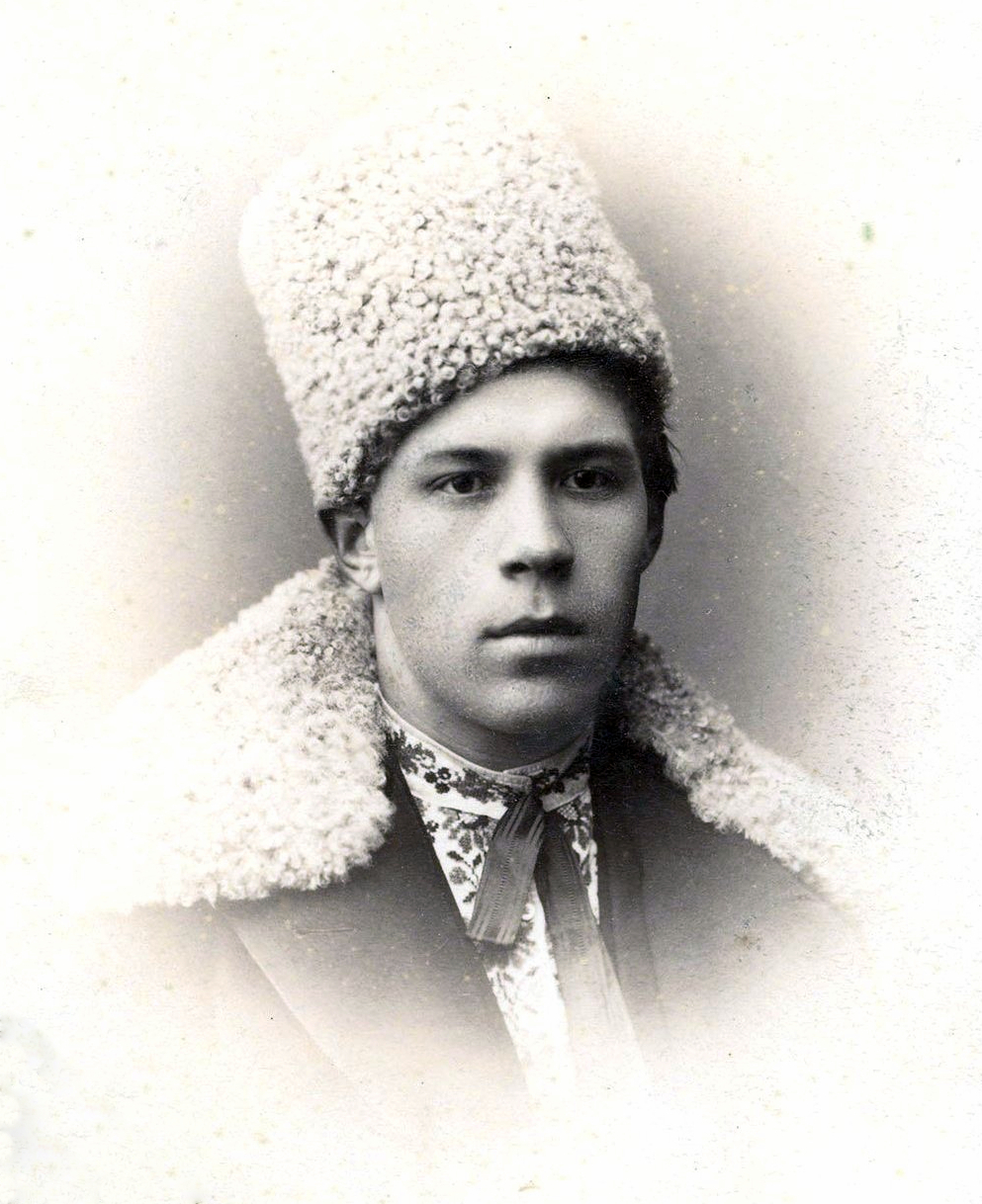
Микола Вороний, 1894 або раніш

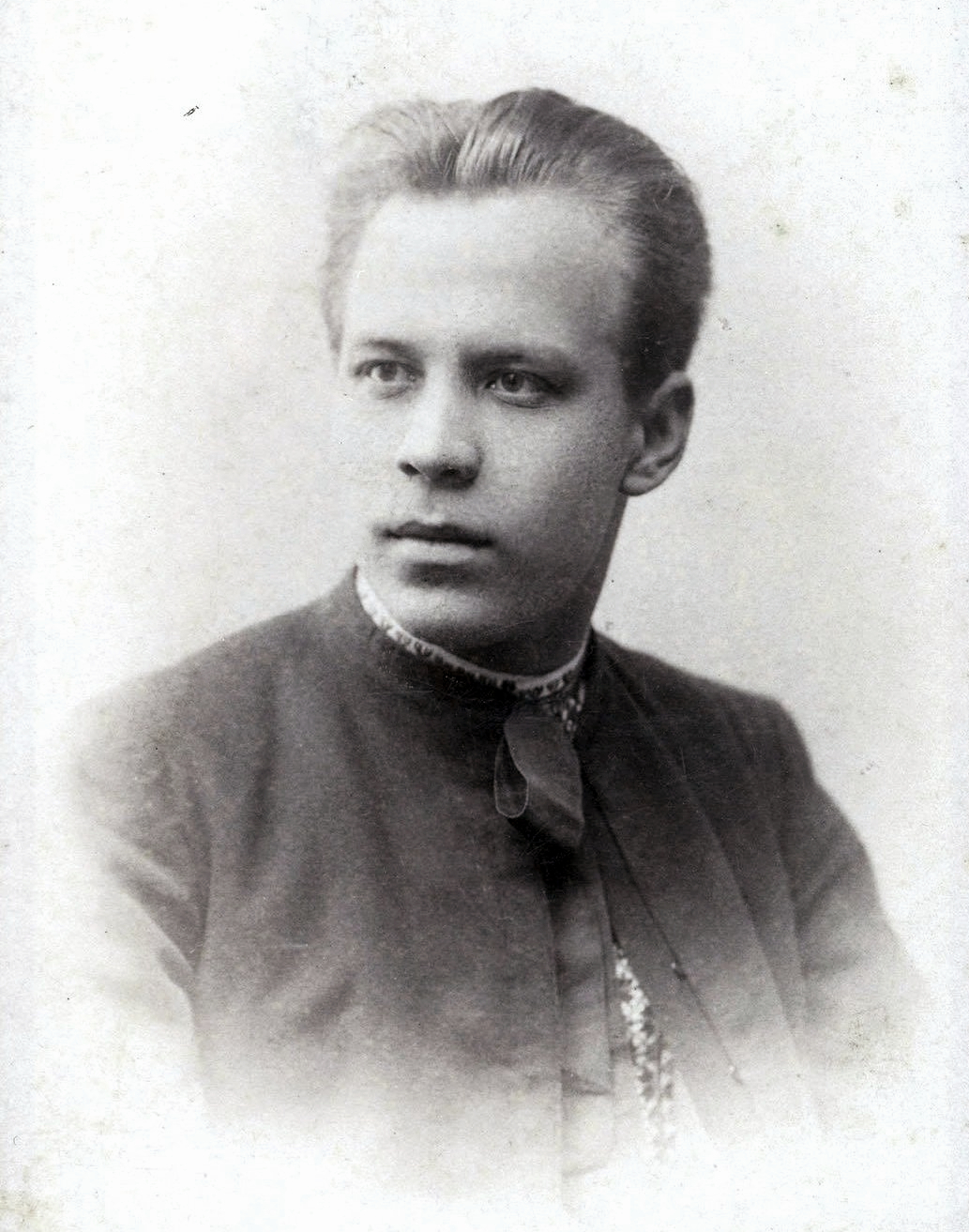
Микола Вороний, 1896

Народився в родині ремісника. Навчався в Харківському, пізніше в Ростовському реальному училищі; звідти його виключено за зв'язки з народниками: читав та поширював заборонену літературу. Три роки перебував під наглядом поліції із забороною вступати до вищих навчальних закладів Російської імперії. Продовжив навчання у Віденському і Львівському університетах (філософський факультет).
У Львові познайомився з Іваном Франком. Працював бібліотекарем і коректором Наукового товариства ім. Шевченка, режисером театру «Руська бесіда», в редакції журналу «Життє і слово», де вів рубрику «Вісті з Росії». Допомагав Івану Франкові у виданні газети «Громадський голос» і «Радикал», деякий час був неофіційним редактором журналу «Зоря».
З 1897 — актор трупи М. Кропивницького, П. Саксаганського та інших.
Член РУП.
1901 року покинув сцену і служив в установах Катеринодара, Харкова, Одеси, Чернігова.
1910 року оселився в Києві, працював у театрі М. Садовського, викладав у театральній школі.
1917 — один із засновників Української Центральної ради та Українського національного театру, який  відкрив свій сезон постановкою «Пригвождених» Володимира Винниченка.

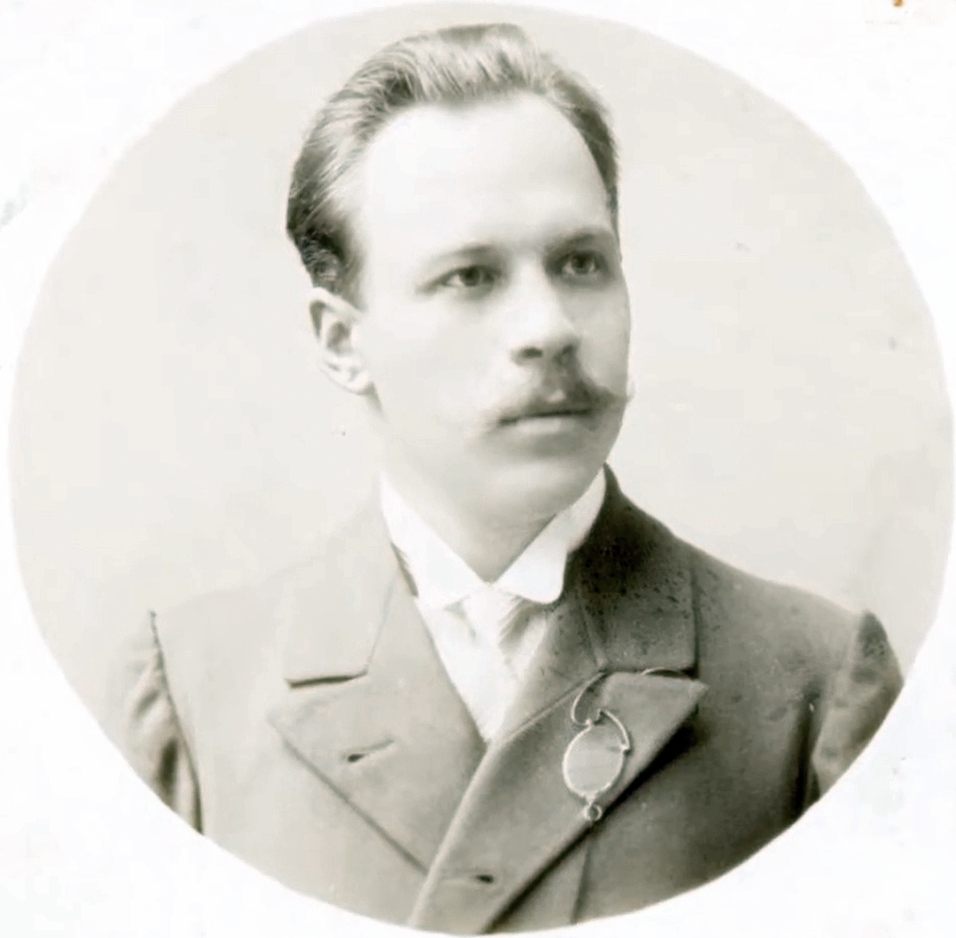
Микола Вороний, 1896 р.

1920 року емігрував за кордон. Жив у Варшаві, де 1921-го року вийшла друком збірка його поезій «За Україну». Тут познайомився з польськими письменниками Ю. Тувімом і Л. Стаффом, невдовзі переїхав до Львова. Викладав в українській драматичній школі при Музичному інституті імені М. Лисенка, деякий час був директором цієї школи.
Після повернення до УРСР (1926) вів педагогічну і театрознавчу діяльність. Викладав у Харківському музично-драматичному інституті, згодом працював у Києві у Всеукраїнському фотокіноуправлінні тощо.
1934 року Миколу Вороного заарештовано як польського шпигуна. Деякий час перебував у Воронежі, потім його вислали на Одещину.
7 червня 1938 року розстріляний з групою селян за вироком особливої трійки УНКВС Одеської області.
10 листопада 1957 року ухвалою президії Кіровоградського обласного суду Миколу Вороного реабілітовано.
Архів Вороного зберігається в Інституті літератури імені Т. Г. Шевченка НАН України.

## Літературна творчість

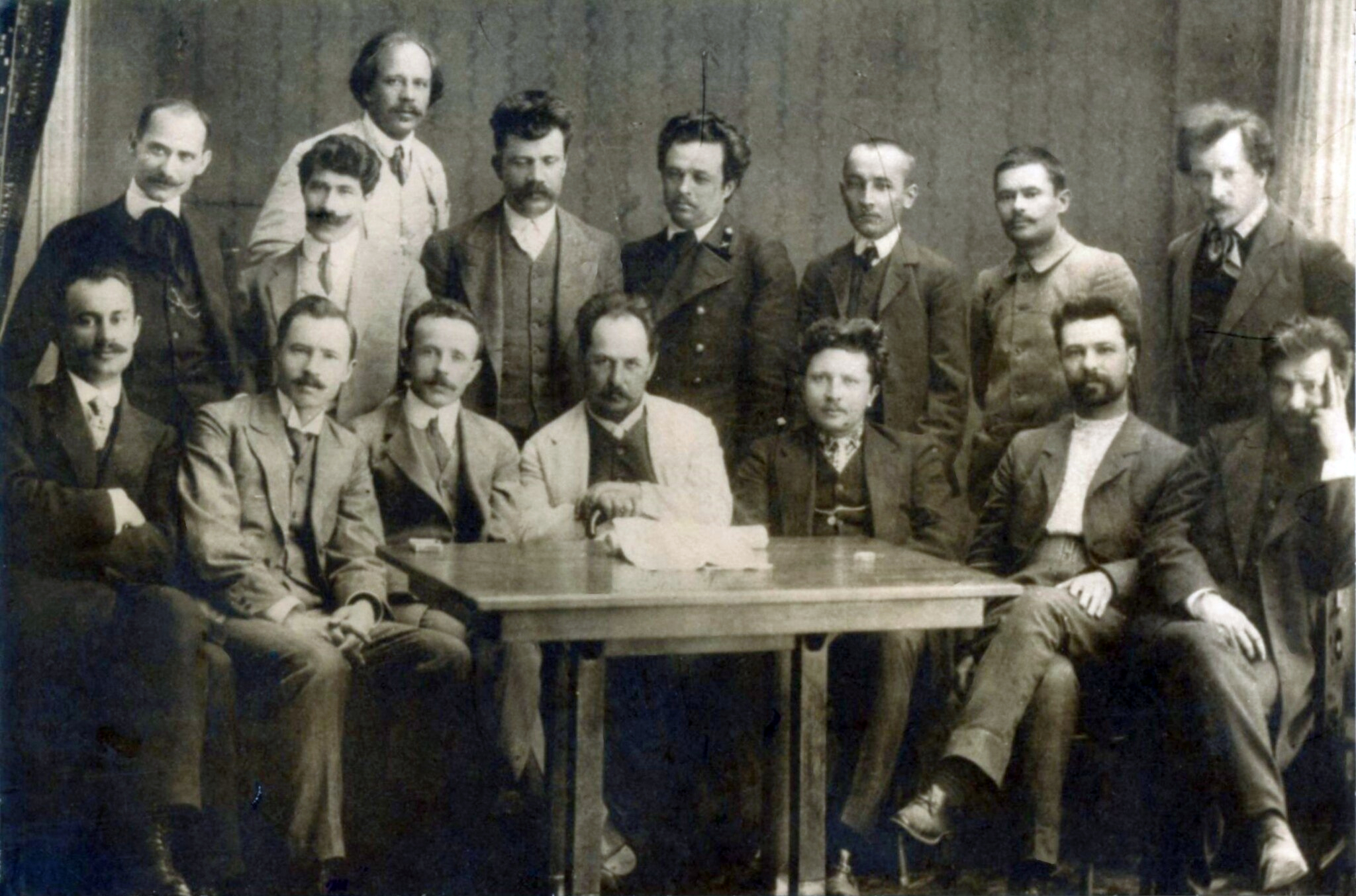
Редакція газети «Рада», 1908 рік. Микола Вороний стоїть один у задньому ряду

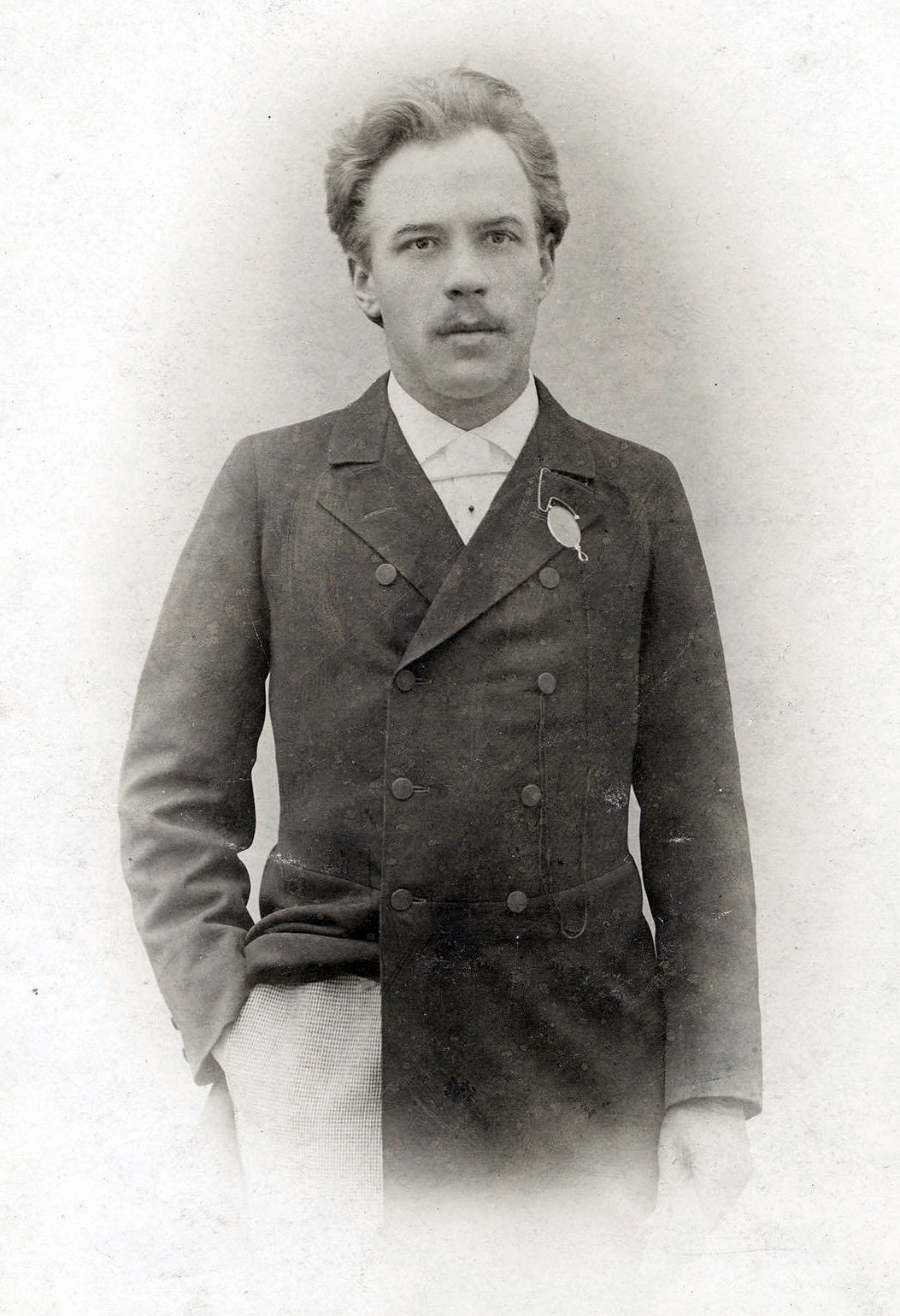
Микола Вороний. Севастополь, 1899 р.

Перші поетичні твори написав ще навчаючись у Харківському реальному училищі. Друкуватися Вороний почав 1893-го (вірш «Не журись, дівчино»). Публікувався у періодичних виданнях «Зоря», «Літературно-науковий вісник», «Засів», «Дзвін», «Сяйво», «Рада», в антологіях, збірниках, декламаторах початку ХХ століття: «Акорди», «Українська муза», в альманахах «Складка», «За красою», «Дубове листя», «На вічну пам'ять Котляревському», «Багаття» та інших. 1899 року поет написав свій найвідоміший твір — поему «Євшан-зілля» про необхідність повернення людині історичної пам'яті, усвідомлення своєї національної приналежності. У 1901 р. в «Літературно-науковому вістнику» опублікував відкритий лист програмного характеру, де закликав письменників до участі в альманасі, «який змістом і формою міг би хоч трохи наблизитись до нових течій і напрямів сучасних літератур».
У виданому ним альманасі «З-над хмар і долин» (Одеса, 1903) поряд з модерними поезіями були представлені твори поетів, що гостро виступали проти декадансу, «чистого мистецтва» та інших течій у літературі і мистецтві, — І. Франка, П. Грабовського, Лесі Українки, М. Старицького, В. Самійленка та інших.
Перша збірка Миколи Вороного «Ліричні поезії» вийшла 1911 р. у Києві. Вірші її були сповнені музикальності, свіжості образів. У наступній збірці «В сяйві мрій» (1913) Микола Вороний іде шляхом певної естетизації, самозамилування ліричного героя. Поезія Вороного дедалі глибшає змістом, порушує загальносвітові теми, філософські питання («Мандрівні елегії»). Він одним із перших вводить у лірику тему міста, переймає низку традиційних мотивів європейської поезії, де протиставляється поетична одухотвореність і буденність, утверджує нестримне прагнення людини до краси, світла, осягнення космосу («Ікар», «Сонячні хвилини»), розкриває трагізм духовної самотності (цикл «Осокорі»). Орієнтована передусім на читача, вихованого на найкращих зразках світової літератури, поезія Миколи Вороного була, за висловом О. І. Білецького, «явище високої художньої цінності».

Микола Вороний з сином Марком. 1920-ті роки

Творчість Вороного знаменує розрив з народницькою традицією, їй притаманна різноманітність метричних форм і строфічних побудов. Тяжіння до модернізму не перешкоджало Вороному писати твори, пройняті щирою любов'ю до народу, шаною до його найкращих синів («Краю мій рідний», «Горами, горами», «Привид», вірші, присвячені Т. Шевченкові, І. Франкові, М. Лисенкові). Водночас створює поезії, в яких висміює псевдопатріотизм («Мерці», «Молодий патріот», «Старим патріотам»).
Вороному належить низка мистецтвознавчих («Пензлем і пером») і театрознавчих розвідок («Театральне мистецтво й український театр», 1912; «Театр і драма», 1913), в яких він виступає прихильником системи Станіславського; «Михайло Щепкін», 1913; «Український театр у Києві», 1914; «Режисер», 1925; «Драматична примадонна», 1924 — про сценічну творчість відомої актриси Л. Ліницької.
Микола Вороний — автор низки літературознавчих статей, театральних рецензій. У його спадщині значне місце посідають переклади й переспіви з інших літератур.

### Поетичні збірки
- Ліричні поезії (1911)
- В сяйві мрій (1913)[10]
- Євшан-зілля (1917)
- За Україну! (1921)[11]

## Вшанування пам'яті
У Києві є вулиця Родини Вороних. Іменем Миколи Вороного названо бульвар у Кривому Розі, вулиці в Дрогобичі, Івано-Франківську, Калуші, Львові, Одесі, Рівному, Чернігові